# Macaparana (ort)
Macaparana är en ort i Brasilien.   Den ligger i kommunen Macaparana och delstaten Pernambuco, i den östra delen av landet, 1 600 km nordost om huvudstaden Brasília. Macaparana ligger 347 meter över havet och antalet invånare är 14 362.
Terrängen runt Macaparana är huvudsakligen kuperad, men den allra närmaste omgivningen är platt. Närmaste större samhälle är Timbaúba, 15,8 km öster om Macaparana.
Omgivningarna runt Macaparana är en mosaik av jordbruksmark och naturlig växtlighet. Runt Macaparana är det ganska tätbefolkat, med 100 invånare per kvadratkilometer.